# アノン・シュミットソン
アノン・シュミットソン（ドイツ語: Anon Schmitson）は、ドイツ出身のフィギュアスケート選手（男子シングル）。
1891年欧州選手権銀メダリスト。1891年ドイツ選手権優勝。

## 主な戦績
| 大会/年      | 1890-91 |
| ------------ | ------- |
| 欧州選手権   | 2       |
| ドイツ選手権 | 1       |